# Шушляк
Шушляк е вид тънък, здрав водонепроницаем плат и дреха, направена от него. Шушлякът е съставен изцяло от синтетичен материал (полиестер) и е устойчив на различни атмосферни условия, заради което се използва за направата на горни дрехи. Горна дреха от шушляк, предназначена за предпазване от вятър се нарича „ветровка“.

## Етимология
Думата „шушляк“ е звукоподражателна, понеже материята издава шумолящ звук, подобен на „шуш“. В сръбския език поради същата причина е известен под името шушкавец.
В някои диалекти „шушляк“ са обелките от кочаните на царевица.